# Temporada da ATP de 2013
A temporada da ATP de 2013 foi o circuito masculino dos tenistas profissionais de elite para o ano em questão. A Associação de Tenistas Profissionais (ATP) organiza a maioria dos eventos – os ATP World Tour Masters 1000, ATP World Tour 500, os ATP World Tour 250 e o de fim de temporada (ATP Finals), enquanto que a Federação Internacional de Tênis (ITF) tem os torneios do Grand Slam, a Copa Davis e a Copa Hopman.

## Calendário

### Países
| Torneios | País(es)                                                                                         | País(es)                                                                                      |
| -------- | ------------------------------------------------------------------------------------------------ | --------------------------------------------------------------------------------------------- |
| 12       | Estados Unidos                                                                                   | Estados Unidos                                                                                |
| 7        | França                                                                                           | França                                                                                        |
| 5        | Alemanha                                                                                         | Alemanha                                                                                      |
| 4        | Austrália                                                                                        | Grã-Bretanha                                                                                  |
| 3        | Espanha                                                                                          | Espanha                                                                                       |
| 2        | Áustria · China · Croácia · Países Baixos                                                        | Rússia · Suíça · Suécia                                                                       |
| 1        | Argentina · Brasil · Canadá · Catar · Colômbia · Chile · Emirados Árabes Unidos · Índia · Itália | Japão · Malásia · Marrocos · México · Nova Zelândia · Portugal · Roménia · Sérvia · Tailândia |

### Mês a mês

#### Legenda
Abaixo estão exemplos, com explicações usando o elemento dica de contexto. Basta passar o cursor sobre cada linha pontilhada para lê-las.
| Semana de                   | Torneio                                                                                        | Campeã(s)(o/ões)            | Vice-campeã(s)(o/ões)     | Resultado            |
| --------------------------- | ---------------------------------------------------------------------------------------------- | --------------------------- | ------------------------- | -------------------- |
| 16 de janeiro 23 de janeiro | Australian Open · Melbourne, Austrália · Grand Slam · A$ 12.176.550 – duro – 128S•96Q•64D•32DM | jogador(a) 1                | jogador(a) 2              | 7–61, 4–6, 7–6(10–6) |
| 16 de janeiro 23 de janeiro | Australian Open · Melbourne, Austrália · Grand Slam · A$ 12.176.550 – duro – 128S•96Q•64D•32DM | jogador(a) 3 · jogador(a) 4 | jogador(a) 5 jogador(a) 6 | 4–6, 6–4, [11–9]     |
| 16 de janeiro 23 de janeiro | Australian Open · Melbourne, Austrália · Grand Slam · A$ 12.176.550 – duro – 128S•96Q•64D•32DM | jogadora 7 jogador 8        | jogadora 9 jogador 10     | 6–2, 4–6, [10–3]     |

| Casos excepcionais | Premiação               | Grand Slam | Grand Slam | Grand Slam |
| Casos excepcionais | Premiação               | Variável   |            |            |
| Casos excepcionais | Número de participantes | QD         | E          |            |
| Casos excepcionais | Ordenação dos torneios  |            |            |            |

| Ícones | Clicável      |                                        |                                           |
| Ícones | Clicável      | edição do torneio                      |                                           |
| Ícones | Não-clicáveis |                                        | primeiro título conquistado na modalidade |
| Ícones | Não-clicáveis | o(a) jogador(a)/país defendeu o título |                                           |

#### Janeiro
| Semana de                   | Torneio | Campeã(s)(o/ões)                                                                                 | Vice-campeã(s)(o/ões)                                                        | Resultado        |
| --------------------------- | --- | ------------------------------------------------------------------------------------------------ | ---------------------------------------------------------------------------- | ---------------- |
| 31 de dezembro              | Brisbane International Brisbane, Austrália ATP World Tour 250 US$ 436.630 – duro – 28S•32Q•16D | Andy Murray                                                                                      | Grigor Dimitrov                                                              | 7–60, 6–4        |
| 31 de dezembro              | Brisbane International Brisbane, Austrália ATP World Tour 250 US$ 436.630 – duro – 28S•32Q•16D | Marcelo Melo Tommy Robredo                                                                       | Eric Butorac Paul Hanley                                                     | 4–6, 6–1, [10–5] |
| 31 de dezembro              | Aircel Chennai Open Chenai, Índia ATP World Tour 250 US$ 385.150 – duro – 28S•32Q•16D | Janko Tipsarević                                                                                 | Roberto Bautista Agut                                                        | 3–6, 6–1, 6–3    |
| 31 de dezembro              | Aircel Chennai Open Chenai, Índia ATP World Tour 250 US$ 385.150 – duro – 28S•32Q•16D | Benoît Paire · Stanislas Wawrinka                                                                | Andre Begemann Martin Emmrich                                                | 6–2, 6–1         |
| 31 de dezembro              | Qatar ExxonMobil Open Doha, Catar ATP World Tour 250 US$ 1.054.720 – duro – 32S•32Q•16D | Richard Gasquet                                                                                  | Nikolay Davydenko                                                            | 3–6, 7–64, 6–3   |
| 31 de dezembro              | Qatar ExxonMobil Open Doha, Catar ATP World Tour 250 US$ 1.054.720 – duro – 32S•32Q•16D | Christopher Kas Philipp Kohlschreiber                                                            | Julian Knowle Filip Polášek                                                  | 7–5, 6–4         |
| 31 de dezembro              | Hyundai Hopman Cup Perth, Austrália Competição de curta duração entre países – mista US$ 1.000.000 – duro (coberto) – 8E | Espanha · Anabel Medina Garrigues · Fernando Verdasco                                            | Sérvia · Ana Ivanović · Novak Djokovic                                       | 2–1              |
| 7 de janeiro                | Heineken Open Auckland, Nova Zelândia ATP World Tour 250 US$ 433.400 – duro – 28S•32Q•16D | David Ferrer                                                                                     | Philipp Kohlschreiber                                                        | 7–65, 6–1        |
| 7 de janeiro                | Heineken Open Auckland, Nova Zelândia ATP World Tour 250 US$ 433.400 – duro – 28S•32Q•16D | Colin Fleming Bruno Soares                                                                       | Johan Brunström Frederik Nielsen                                             | 7–61, 7–62       |
| 7 de janeiro                | Apia International Sydney Sydney, Austrália ATP World Tour 250 US$ 436.630 – duro – 28S•32Q•16D | Bernard Tomic                                                                                    | Kevin Anderson                                                               | 6–3, 26–7, 6–3   |
| 7 de janeiro                | Apia International Sydney Sydney, Austrália ATP World Tour 250 US$ 436.630 – duro – 28S•32Q•16D | Bob Bryan · Mike Bryan                                                                           | Max Mirnyi Horia Tecău                                                       | 6–4, 6–4         |
| 14 de janeiro 21 de janeiro | Australian Open Melbourne, Austrália Grand Slam A$ 13.803.160 – duro – 128S•128Q•64D•32DM | Novak Djokovic                                                                                   | Andy Murray                                                                  | 26–7, 7–63, 6–2  |
| 14 de janeiro 21 de janeiro | Australian Open Melbourne, Austrália Grand Slam A$ 13.803.160 – duro – 128S•128Q•64D•32DM | Bob Bryan Mike Bryan                                                                             | Robin Haase Igor Sijsling                                                    | 6–3, 6–4         |
| 14 de janeiro 21 de janeiro | Australian Open Melbourne, Austrália Grand Slam A$ 13.803.160 – duro – 128S•128Q•64D•32DM | Jarmila Gajdošová · Matthew Ebden                                                                | Lucie Hradecká František Čermák                                              | 6–3, 7–5         |
| 28 de janeiro               | Copa Davis: primeira fase Vancouver, Canadá – duro (coberto) Turim, Itália – saibro (coberto) Charleroi, Bélgica – saibro (coberto) Jacksonville, Estados Unidos – duro (coberto) Rouen, França – duro (coberto) Buenos Aires, Argentina – saibro Astana, Cazaquistão – saibro (coberto) Genebra, Suíça – duro (coberto) Competição de longa duração entre países – 16E | · Canadá · Itália · Sérvia · Estados Unidos · França · Argentina · Cazaquistão · República Checa | · Espanha · Croácia · Bélgica · Brasil · Israel · Alemanha · Áustria · Suíça | 3–2 5–0 3–1 3–2  |

#### Fevereiro
| Semana de       | Torneio | Campeão(s)                        | Vice-campeão(s)                        | Resultado         |
| --------------- | --- | --------------------------------- | -------------------------------------- | ----------------- |
| 4 de fevereiro  | Open Sud de France Montpellier, França ATP World Tour 250 € 467.800 – duro (coberto) – 28S•32Q•16D                               | Richard Gasquet                   | Benoît Paire                           | 6–2, 6–3          |
| 4 de fevereiro  | Open Sud de France Montpellier, França ATP World Tour 250 € 467.800 – duro (coberto) – 28S•32Q•16D                               | Marc Gicquel Michaël Llodra       | Johan Brunström Raven Klaasen          | 6–3, 3–6, [11–9]  |
| 4 de fevereiro  | VTR Open Viña del Mar, Chile ATP World Tour 250 US$ 410.200 – saibro – 28S•32Q•16D                                               | Horacio Zeballos                  | Rafael Nadal                           | 26–7, 7–66, 6–4   |
| 4 de fevereiro  | VTR Open Viña del Mar, Chile ATP World Tour 250 US$ 410.200 – saibro – 28S•32Q•16D                                               | Paolo Lorenzi · Potito Starace    | Juan Mónaco Rafael Nadal               | 6–2, 6–4          |
| 4 de fevereiro  | PBZ Zagreb Indoors Zagreb, Croácia ATP World Tour 250 € 467.800 – duro (coberto) – 28S•32Q•16D                                   | Marin Čilić                       | Jürgen Melzer                          | 6–3, 6–1          |
| 4 de fevereiro  | PBZ Zagreb Indoors Zagreb, Croácia ATP World Tour 250 € 467.800 – duro (coberto) – 28S•32Q•16D                                   | Julian Knowle Filip Polášek       | Ivan Dodig Mate Pavić                  | 6–3, 6–3          |
| 11 de fevereiro | ABN AMRO World Tennis Tournament Roterdã, Países Baixos ATP World Tour 500 € 1.575.875 – duro (coberto) – 32S•16Q•16D            | Juan Martin del Potro             | Julien Benneteau                       | 7–62, 6–3         |
| 11 de fevereiro | ABN AMRO World Tennis Tournament Roterdã, Países Baixos ATP World Tour 500 € 1.575.875 – duro (coberto) – 32S•16Q•16D            | Robert Lindstedt · Nenad Zimonjić | Thiemo de Bakker Jesse Huta Galung     | 5–7, 6–3, [10–8]  |
| 11 de fevereiro | SAP Open San José, Estados Unidos ATP World Tour 250 US$ 546.930 – duro (coberto) – 28S•32Q•16D                                  | Milos Raonic                      | Tommy Haas                             | 6–4, 6–3          |
| 11 de fevereiro | SAP Open San José, Estados Unidos ATP World Tour 250 US$ 546.930 – duro (coberto) – 28S•32Q•16D                                  | Xavier Malisse · Frank Moser      | Lleyton Hewitt Marinko Matosevic       | 6–0, 56–7, [10–4] |
| 11 de fevereiro | Brasil Open São Paulo, Brasil ATP World Tour 250 US$ 455.775 – saibro (coberto) – 28S•32Q•16D                                    | Rafael Nadal                      | David Nalbandian                       | 6–2, 6–3          |
| 11 de fevereiro | Brasil Open São Paulo, Brasil ATP World Tour 250 US$ 455.775 – saibro (coberto) – 28S•32Q•16D                                    | Alexander Peya · Bruno Soares     | František Čermák Michal Mertiňák       | 56–7, 6–2, [10–7] |
| 18 de fevereiro | US National Indoor Tennis Championships Memphis, Estados Unidos ATP World Tour 500 US$ 1.212.750 – duro (coberto) – 32S•16Q•16D  | Kei Nishikori                     | Feliciano López                        | 6–2, 6–3          |
| 18 de fevereiro | US National Indoor Tennis Championships Memphis, Estados Unidos ATP World Tour 500 US$ 1.212.750 – duro (coberto) – 32S•16Q•16D  | Bob Bryan Mike Bryan              | James Blake Jack Sock                  | 6–1, 6–2          |
| 18 de fevereiro | Copa Claro Buenos Aires, Buenos Aires ATP World Tour 250 US$ 493.670 – saibro – 32S•32Q•16D                                      | David Ferrer                      | Stanislas Wawrinka                     | 6–4, 3–6, 6–1     |
| 18 de fevereiro | Copa Claro Buenos Aires, Buenos Aires ATP World Tour 250 US$ 493.670 – saibro – 32S•32Q•16D                                      | Simone Bolelli Fabio Fognini      | Nicholas Monroe Simon Stadler          | 6–3, 6–2          |
| 18 de fevereiro | Open 13 Marselha, França ATP World Tour 250 € 598.535 – duro (coberto) – 28S•32Q•16D                                             | Jo-Wilfried Tsonga                | Tomáš Berdych                          | 3–6, 7–66, 6–4    |
| 18 de fevereiro | Open 13 Marselha, França ATP World Tour 250 € 598.535 – duro (coberto) – 28S•32Q•16D                                             | Rohan Bopanna Colin Fleming       | Aisam-ul-Haq Qureshi Jean-Julien Rojer | 6–4, 7–63         |
| 25 de fevereiro | Abierto Mexicano Telcel Acapulco, México ATP World Tour 500 US$ 1.212.750 – saibro – 32S•16Q•16D                                 | Rafael Nadal                      | David Ferrer                           | 6–0, 6–2          |
| 25 de fevereiro | Abierto Mexicano Telcel Acapulco, México ATP World Tour 500 US$ 1.212.750 – saibro – 32S•16Q•16D                                 | Łukasz Kubot · David Marrero      | Simone Bolelli Fabio Fognini           | 7–5, 6–2          |
| 25 de fevereiro | Dubai Duty Free Tennis Championships Dubai, Emirados Árabes Unidos ATP World Tour 500 US$ 2.000.000 – duro – 32S•16Q•16D         | Novak Djokovic                    | Tomáš Berdych                          | 7–5, 6–3          |
| 25 de fevereiro | Dubai Duty Free Tennis Championships Dubai, Emirados Árabes Unidos ATP World Tour 500 US$ 2.000.000 – duro – 32S•16Q•16D         | Mahesh Bhupathi · Michaël Llodra  | Robert Lindstedt Nenad Zimonjić        | 7–66, 7–66        |
| 25 de fevereiro | Delray Beach International Tennis Championships Delray Beach, Estados Unidos ATP World Tour 250 US$ 455.775 – duro – 32S•32Q•16D | Ernests Gulbis                    | Édouard Roger-Vasselin                 | 7–63, 6–3         |
| 25 de fevereiro | Delray Beach International Tennis Championships Delray Beach, Estados Unidos ATP World Tour 250 US$ 455.775 – duro – 32S•32Q•16D | James Blake · Jack Sock           | Max Mirnyi Horia Tecău                 | 6–4, 6–4          |

#### Março
| Semana de               | Torneio | Campeão(s)                             | Vice-campeão(s)                      | Resultado        |
| ----------------------- | --- | -------------------------------------- | ------------------------------------ | ---------------- |
| 4 de março 11 de março  | BNP Paribas Open Indian Wells, Estados Unidos ATP World Tour Masters 1000 US$ 5.030.408 – duro – 96S•48Q•32D | Rafael Nadal                           | Juan Martin del Potro                | 4–6, 6–3, 6–4    |
| 4 de março 11 de março  | BNP Paribas Open Indian Wells, Estados Unidos ATP World Tour Masters 1000 US$ 5.030.408 – duro – 96S•48Q•32D | Bob Bryan Mike Bryan                   | Treat Huey Jerzy Janowicz            | 6–3, 3–6, [10–6] |
| 18 de março 25 de março | Sony Open Tennis Miami, Estados Unidos ATP World Tour Masters 1000 US$ 4.169.090 – duro – 96S•48Q•32D        | Andy Murray                            | David Ferrer                         | 2–6, 6–4, 7–61   |
| 18 de março 25 de março | Sony Open Tennis Miami, Estados Unidos ATP World Tour Masters 1000 US$ 4.169.090 – duro – 96S•48Q•32D        | Aisam-ul-Haq Qureshi Jean-Julien Rojer | Mariusz Fyrstenberg Marcin Matkowski | 6–4, 6–1         |

#### Abril
| Semana de   | Torneio | Campeão(s)                                      | Vice-campeão(s)                                  | Resultado          |
| ----------- | --- | ----------------------------------------------- | ------------------------------------------------ | ------------------ |
| 1º de abril | Copa Davis: quartas de final Vancouver, Canadá – duro (coberto) Boise, Estados Unidos – duro (coberto) Buenos Aires, Argentina – saibro Astana, Cazaquistão – saibro (coberto) Competição de longa duração entre países – 16E | · Canadá · Sérvia · Argentina · República Checa | · Itália · Estados Unidos · França · Cazaquistão | 3–1 3–2 3–1        |
| 8 de abril  | Grand Prix Hassan II Casablanca, Marrocos ATP World Tour 250 € 467.800 – saibro – 28S•32Q•16D | Tommy Robredo                                   | Kevin Anderson                                   | 7–66, 4–6, 6–3     |
| 8 de abril  | Grand Prix Hassan II Casablanca, Marrocos ATP World Tour 250 € 467.800 – saibro – 28S•32Q•16D | Julian Knowle Filip Polášek                     | Dustin Brown Christopher Kas                     | 6–3, 6–2           |
| 8 de abril  | US Men's Clay Court Championship Houston, Estados Unidos ATP World Tour 250 US$ 455.775 – saibro – 28S•27Q•16D | John Isner                                      | Nicolás Almagro                                  | 6–3, 7–5           |
| 8 de abril  | US Men's Clay Court Championship Houston, Estados Unidos ATP World Tour 250 US$ 455.775 – saibro – 28S•27Q•16D | Jamie Murray · John Peers                       | Bob Bryan Mike Bryan                             | 1–6, 7–63, [12–10] |
| 15 de abril | Monte-Carlo Rolex Masters Roquebrune-Cap-Martin, França ATP World Tour Masters 1000 € 2.646.495 – saibro – 56S•28Q•24D | Novak Djokovic                                  | Rafael Nadal                                     | 6–2, 7–61          |
| 15 de abril | Monte-Carlo Rolex Masters Roquebrune-Cap-Martin, França ATP World Tour Masters 1000 € 2.646.495 – saibro – 56S•28Q•24D | Julien Benneteau Nenad Zimonjić                 | Bob Bryan Mike Bryan                             | 4–6, 7–64, [14–12] |
| 22 de abril | Barcelona Open Banc Sabadell Barcelona, Espanha ATP World Tour 500 € 2.166.875 – saibro – 48S•24Q•16D | Rafael Nadal                                    | Nicolás Almagro                                  | 6–4, 6–3           |
| 22 de abril | Barcelona Open Banc Sabadell Barcelona, Espanha ATP World Tour 500 € 2.166.875 – saibro – 48S•24Q•16D | Alexander Peya Bruno Soares                     | Robert Lindstedt Daniel Nestor                   | 5–7, 7–67, [10–4]  |
| 22 de abril | BRD Năstase Țiriac Trophy Bucareste, Romênia ATP World Tour 250 € 467.800 – saibro – 28S•32Q•16D | Lukáš Rosol                                     | Guillermo García-López                           | 6–3, 6–2           |
| 22 de abril | BRD Năstase Țiriac Trophy Bucareste, Romênia ATP World Tour 250 € 467.800 – saibro – 28S•32Q•16D | Max Mirnyi · Horia Tecău                        | Lukáš Dlouhý Oliver Marach                       | 4–6, 6–4, [10–6]   |
| 29 de abril | BMW Open Munique, Alemanha ATP World Tour 250 € 467.800 – saibro – 28S•32Q•16D | Tommy Haas                                      | Philipp Kohlschreiber                            | 6–3, 7–63          |
| 29 de abril | BMW Open Munique, Alemanha ATP World Tour 250 € 467.800 – saibro – 28S•32Q•16D | Jarkko Nieminen Dmitry Tursunov                 | Marcos Baghdatis Eric Butorac                    | 6–1, 6–4           |
| 29 de abril | Portugal Open Oeiras, Portugal ATP World Tour 250 € 467.800 – saibro – 28S•32Q•16D | Stanislas Wawrinka                              | David Ferrer                                     | 6–1, 6–4           |
| 29 de abril | Portugal Open Oeiras, Portugal ATP World Tour 250 € 467.800 – saibro – 28S•32Q•16D | Santiago González Scott Lipsky                  | Aisam-ul-Haq Qureshi Jean-Julien Rojer           | 6–3, 4–6, [10–7]   |

#### Maio
| Semana de             | Torneio                                                                                                 | Campeã(s)(o/ões)                  | Vice-campeã(s)(o/ões)             | Resultado        |
| --------------------- | --- | --------------------------------- | --------------------------------- | ---------------- |
| 6 de maio             | Mutua Madrid Open Madri, Espanha ATP World Tour Masters 1000 € 4.303.867 – saibro – 56S•28Q•24D         | Rafael Nadal                      | Stanislas Wawrinka                | 6–2, 6–4         |
| 6 de maio             | Mutua Madrid Open Madri, Espanha ATP World Tour Masters 1000 € 4.303.867 – saibro – 56S•28Q•24D         | Bob Bryan Mike Bryan              | Alexander Peya Bruno Soares       | 6–2, 6–3         |
| 13 de maio            | Internazionali BNL d'Italia Roma, Itália ATP World Tour Masters 1000 € 3.204.745 – saibro – 56S•28Q•24D | Rafael Nadal                      | Roger Federer                     | 6–1, 6–3         |
| 13 de maio            | Internazionali BNL d'Italia Roma, Itália ATP World Tour Masters 1000 € 3.204.745 – saibro – 56S•28Q•24D | Bob Bryan Mike Bryan              | Mahesh Bhupathi Rohan Bopanna     | 6–2, 6–3         |
| 20 de maio            | Power Horse Cup Düsseldorf, Alemanha ATP World Tour 250 € 467.800 – saibro – 28S•32Q•16D                | Juan Mónaco                       | Jarkko Nieminen                   | 6–4, 6–3         |
| 20 de maio            | Power Horse Cup Düsseldorf, Alemanha ATP World Tour 250 € 467.800 – saibro – 28S•32Q•16D                | Andre Begemann Martin Emmrich     | Treat Huey Dominic Inglot         | 7–5, 6–2         |
| 20 de maio            | Open de Nice Cote d'Azur Nice, França ATP World Tour 250 € 467.800 – saibro – 28S•32Q•16D               | Albert Montañés                   | Gaël Monfils                      | 6–0, 7–63        |
| 20 de maio            | Open de Nice Cote d'Azur Nice, França ATP World Tour 250 € 467.800 – saibro – 28S•32Q•16D               | Johan Brunström · Raven Klaasen   | Juan Sebastián Cabal Robert Farah | 6–3, 6–2         |
| 27 de maio 3 de junho | Torneio de Roland Garros Paris, França Grand Slam € – saibro – 128S•128Q•64D•32DM                       | Rafael Nadal                      | David Ferrer                      | 6–3, 6–2, 6–3    |
| 27 de maio 3 de junho | Torneio de Roland Garros Paris, França Grand Slam € – saibro – 128S•128Q•64D•32DM                       | Bob Bryan Mike Bryan              | Michaël Llodra Nicolas Mahut      | 6–4, 4–6, 7–64   |
| 27 de maio 3 de junho | Torneio de Roland Garros Paris, França Grand Slam € – saibro – 128S•128Q•64D•32DM                       | Lucie Hradecká · František Čermák | Kristina Mladenovic Daniel Nestor | 1–6, 6–4, [10–6] |

#### Junho
| Semana de               | Torneio                                                                                             | Campeã(s)(o/ões)                  | Vice-campeã(s)(o/ões)             | Resultado          |
| ----------------------- | --------------------------------------------------------------------------------------------------- | --------------------------------- | --------------------------------- | ------------------ |
| 10 de junho             | Gerry Weber Open Halle, Alemanha ATP World Tour 250 € 779.665 – grama – 28S•29Q•16D                 | Roger Federer                     | Mikhail Youzhny                   | 56–7, 6–3, 6–4     |
| 10 de junho             | Gerry Weber Open Halle, Alemanha ATP World Tour 250 € 779.665 – grama – 28S•29Q•16D                 | Santiago González Scott Lipsky    | Daniele Bracciali Jonathan Erlich | 6–2, 7–63          |
| 10 de junho             | Aegon Championships Londres, Reino Unido ATP World Tour 250 € 779.665 – grama – 56S•26Q•24D         | Andy Murray                       | Marin Čilić                       | 5–7, 7–5, 6–3      |
| 10 de junho             | Aegon Championships Londres, Reino Unido ATP World Tour 250 € 779.665 – grama – 56S•26Q•24D         | Bob Bryan Mike Bryan              | Alexander Peya Bruno Soares       | 4–6, 7–5, [10–3]   |
| 17 de junho             | Aegon International Eastbourne, Reino Unido ATP World Tour 250 € 468.460 – grama – 28S•32Q•16D      | Feliciano López                   | Gilles Simon                      | 7–62, 56–7, 6–0    |
| 17 de junho             | Aegon International Eastbourne, Reino Unido ATP World Tour 250 € 468.460 – grama – 28S•32Q•16D      | Alexander Peya Bruno Soares       | Colin Fleming Jonathan Marray     | 3–6, 6–3, [10–8]   |
| 17 de junho             | Topshelf Open 's-Hertogenbosch, Países Baixos ATP World Tour 250 € 467.800 – grama – 32S•31Q•16D    | Nicolas Mahut                     | Stanislas Wawrinka                | 6–3, 6–4           |
| 17 de junho             | Topshelf Open 's-Hertogenbosch, Países Baixos ATP World Tour 250 € 467.800 – grama – 32S•31Q•16D    | Max Mirnyi Horia Tecău            | Andre Begemann Martin Emmrich     | 6–3, 7–64          |
| 24 de junho 1º de julho | Torneio de Wimbledon Londres, Reino Unido Grand Slam £ 10.679.000 – grama – 128S•128Q•64D•16QD•48DM | Andy Murray                       | Novak Djokovic                    | 6–4, 7–5, 6–4      |
| 24 de junho 1º de julho | Torneio de Wimbledon Londres, Reino Unido Grand Slam £ 10.679.000 – grama – 128S•128Q•64D•16QD•48DM | Bob Bryan Mike Bryan              | Ivan Dodig Marcelo Melo           | 3–6, 6–3, 6–4, 6–2 |
| 24 de junho 1º de julho | Torneio de Wimbledon Londres, Reino Unido Grand Slam £ 10.679.000 – grama – 128S•128Q•64D•16QD•48DM | Kristina Mladenovic Daniel Nestor | Lisa Raymond Bruno Soares         | 5–7, 6–2, 8–6      |

#### Julho
| Semana de   | Torneio | Campeão(s)                             | Vice-campeão(s)                      | Resultado         |
| ----------- | --- | -------------------------------------- | ------------------------------------ | ----------------- |
| 8 de julho  | Skistar Swedish Open Båstad, Suécia ATP World Tour 250 € 491.370 – saibro – 28S•32Q•16D                        | Carlos Berlocq                         | Fernando Verdasco                    | 7–5, 6–1          |
| 8 de julho  | Skistar Swedish Open Båstad, Suécia ATP World Tour 250 € 491.370 – saibro – 28S•32Q•16D                        | Nicholas Monroe · Simon Stadler        | Carlos Berlocq Albert Ramos          | 6–2, 3–6, [10–3]  |
| 8 de julho  | Hall of Fame Tennis Championships Newport, Estados Unidos ATP World Tour 250 US$ 519.775 – grama – 32S•24Q•16D | Nicolas Mahut                          | Lleyton Hewitt                       | 5–7, 7–5, 6–3     |
| 8 de julho  | Hall of Fame Tennis Championships Newport, Estados Unidos ATP World Tour 250 US$ 519.775 – grama – 32S•24Q•16D | Nicolas Mahut Édouard Roger-Vasselin   | Tim Smyczek Rhyne Williams           | 46–7, 6–2, [10–5] |
| 8 de julho  | MercedesCup Stuttgart, Alemanha ATP World Tour 250 € 467.800 – saibro – 28S•29Q•16D                            | Fabio Fognini                          | Philipp Kohlschreiber                | 5–7, 6–4, 6–4     |
| 8 de julho  | MercedesCup Stuttgart, Alemanha ATP World Tour 250 € 467.800 – saibro – 28S•29Q•16D                            | Facundo Bagnis · Thomaz Bellucci       | Tomasz Bednarek Mateusz Kowalczyk    | 2–6, 6–4, [11–9]  |
| 15 de julho | bet-at-home Open Hamburgo, Alemanha ATP World Tour 500 € 1.230.500 – saibro – 48S•24Q•16D                      | Fabio Fognini                          | Federico Delbonis                    | 4–6, 7–68, 6–2    |
| 15 de julho | bet-at-home Open Hamburgo, Alemanha ATP World Tour 500 € 1.230.500 – saibro – 48S•24Q•16D                      | Mariusz Fyrstenberg Marcin Matkowski   | Alexander Peya Bruno Soares          | 3–6, 3–1, [10–8]  |
| 15 de julho | Claro Open Colombia Bogotá, Colômbia ATP World Tour 250 US$ 727.685 – duro – 28S•20Q•16D                       | Ivo Karlović                           | Alejandro Falla                      | 6–3, 7–64         |
| 15 de julho | Claro Open Colombia Bogotá, Colômbia ATP World Tour 250 US$ 727.685 – duro – 28S•20Q•16D                       | Purav Raja · Divij Sharan              | Édouard Roger-Vasselin Igor Sijsling | 7–64, 7–63        |
| 22 de julho | BB&T Atlanta Open Atlanta, Estados Unidos ATP World Tour 250 US$ 623.730 – duro – 28S•32Q•16D                  | John Isner                             | Kevin Anderson                       | 36–7, 7–62, 7–62  |
| 22 de julho | BB&T Atlanta Open Atlanta, Estados Unidos ATP World Tour 250 US$ 623.730 – duro – 28S•32Q•16D                  | Édouard Roger-Vasselin · Igor Sijsling | Colin Fleming Jonathan Marray        | 7–66, 6–3         |
| 22 de julho | Credit Agricole Suisse Open Gstaad Gstaad, Suíça ATP World Tour 250 € 467.800 – saibro – 28S•24Q•16D           | Mikhail Youzhny                        | Robin Haase                          | 6–3, 6–4          |
| 22 de julho | Credit Agricole Suisse Open Gstaad Gstaad, Suíça ATP World Tour 250 € 467.800 – saibro – 28S•24Q•16D           | Jamie Murray John Peers                | Pablo Andújar Guillermo García-López | 6–3, 6–4          |
| 22 de julho | Vegeta Croatia Open Umag Umago, Croácia ATP World Tour 250 € 467.800 – saibro – 28S•32Q•16D                    | Tommy Robredo                          | Fabio Fognini                        | 6–0, 6–3          |
| 22 de julho | Vegeta Croatia Open Umag Umago, Croácia ATP World Tour 250 € 467.800 – saibro – 28S•32Q•16D                    | Martin Kližan · David Marrero          | Nicholas Monroe Simon Stadler        | 6–1, 5–7, [10–7]  |
| 29 de julho | Citi Open Washington, Estados Unidos ATP World Tour 500 US$ 1.546.590 – duro – 48S•23Q•16D                     | Juan Martin del Potro                  | John Isner                           | 3–6, 6–1, 6–2     |
| 29 de julho | Citi Open Washington, Estados Unidos ATP World Tour 500 US$ 1.546.590 – duro – 48S•23Q•16D                     | Julien Benneteau Nenad Zimonjić        | Mardy Fish Radek Štěpánek            | 7–65, 7–5         |
| 29 de julho | bet-at-home Cup Kitzbühel, Áustria ATP World Tour 250 € 467.800 – saibro – 28S•32Q•16D                         | Marcel Granollers                      | Juan Mónaco                          | 0–6, 7–63, 6–4    |
| 29 de julho | bet-at-home Cup Kitzbühel, Áustria ATP World Tour 250 € 467.800 – saibro – 28S•32Q•16D                         | Martin Emmrich Christopher Kas         | František Čermák Lukáš Dlouhý        | 6–4, 6–3          |

#### Agosto
| Semana de                  | Torneio | Campeã(s)(o/ões)             | Vice-campeã(s)(o/ões)            | Resultado          |
| -------------------------- | --- | ---------------------------- | -------------------------------- | ------------------ |
| 5 de agosto                | Coupe Rogers Montreal, Canadá ATP World Tour Masters 1000 US$ 3.495.085 – duro – 56S•28Q•24D                      | Rafael Nadal                 | Milos Raonic                     | 6–2, 6–2           |
| 5 de agosto                | Coupe Rogers Montreal, Canadá ATP World Tour Masters 1000 US$ 3.495.085 – duro – 56S•28Q•24D                      | Alexander Peya Bruno Soares  | Colin Fleming Andy Murray        | 6–4, 7–64          |
| 12 de agosto               | Western & Southern Open Cincinnati, Estados Unidos ATP World Tour Masters 1000 US$ 3.729.155 – duro – 56S•28Q•24D | Rafael Nadal                 | John Isner                       | 7–68, 7–63         |
| 12 de agosto               | Western & Southern Open Cincinnati, Estados Unidos ATP World Tour Masters 1000 US$ 3.729.155 – duro – 56S•28Q•24D | Bob Bryan Mike Bryan         | Marcel Granollers Marc López     | 6–4, 4–6, [10–4]   |
| 19 de agosto               | Winston-Salem Open Winston-Salem, Estados Unidos ATP World Tour 250 US$ 575.250 – duro – 48S•32Q•16D              | Jürgen Melzer                | Gaël Monfils                     | 6–3, 2–1, ab.      |
| 19 de agosto               | Winston-Salem Open Winston-Salem, Estados Unidos ATP World Tour 250 US$ 575.250 – duro – 48S•32Q•16D              | Daniel Nestor Leander Paes   | Treat Huey Dominic Inglot        | 7–610, 7–5         |
| 26 de agosto 2 de setembro | US Open Nova York, Estados Unidos Grand Slam US$ 16.102.600 – duro – 128S•128Q•64D•32DM                           | Rafael Nadal                 | Novak Djokovic                   | 6–2, 3–6, 6–4, 6–1 |
| 26 de agosto 2 de setembro | US Open Nova York, Estados Unidos Grand Slam US$ 16.102.600 – duro – 128S•128Q•64D•32DM                           | Leander Paes Radek Štěpánek  | Alexander Peya Bruno Soares      | 6–1, 6–3           |
| 26 de agosto 2 de setembro | US Open Nova York, Estados Unidos Grand Slam US$ 16.102.600 – duro – 128S•128Q•64D•32DM                           | Andrea Hlaváčková Max Mirnyi | Abigail Spears Santiago González | 7–65, 6–3          |

#### Setembro
| Semana de      | Torneio | Campeão(s)                           | Vice-campeão(s)                  | Resultado        |
| -------------- | --- | ------------------------------------ | -------------------------------- | ---------------- |
| 9 de setembro  | Copa Davis: semifinais Belgrado, Sérvia – saibro (coberto) Praga, República Tcheca – duro (coberto) Competição de longa duração entre países – 16E | · Sérvia · República Checa           | · Canadá · Argentina             | 3–2 3–2          |
| 16 de setembro | Moselle Open Metz, França ATP World Tour 250 € 467.800 – duro (coberto) – 28S•22Q•16D                                                              | Gilles Simon                         | Jo-Wilfried Tsonga               | 6–4, 6–3         |
| 16 de setembro | Moselle Open Metz, França ATP World Tour 250 € 467.800 – duro (coberto) – 28S•22Q•16D                                                              | Johan Brunström Raven Klaasen        | Nicolas Mahut Jo-Wilfried Tsonga | 6–4, 7–65        |
| 16 de setembro | St. Petersburg Open São Petersburgo, Rússia ATP World Tour 250 US$ 519.775 – duro (coberto) – 32S•22Q•16D                                          | Ernests Gulbis                       | Guillermo García-López           | 3–6, 6–4, 6–0    |
| 16 de setembro | St. Petersburg Open São Petersburgo, Rússia ATP World Tour 250 US$ 519.775 – duro (coberto) – 32S•22Q•16D                                          | David Marrero Fernando Verdasco      | Dominic Inglot Denis Istomin     | 7–66, 6–3        |
| 23 de setembro | Thailand Open Bangkok, Tailândia ATP World Tour 250 US$ 567.530 – duro (coberto) – 28S•27Q•16D                                                     | Milos Raonic                         | Tomáš Berdych                    | 7–64, 6–3        |
| 23 de setembro | Thailand Open Bangkok, Tailândia ATP World Tour 250 US$ 567.530 – duro (coberto) – 28S•27Q•16D                                                     | Jamie Murray John Peers              | Tomasz Bednarek Johan Brunström  | 6–3, 3–6, [10–6] |
| 23 de setembro | Malaysian Open Kuala Lumpur, Malásia ATP World Tour 250 US$ 984.300 – duro (coberto) – 28S•28Q•16D                                                 | João Sousa                           | Julien Benneteau                 | 2–6, 7–5, 6–4    |
| 23 de setembro | Malaysian Open Kuala Lumpur, Malásia ATP World Tour 250 US$ 984.300 – duro (coberto) – 28S•28Q•16D                                                 | Eric Butorac Raven Klaasen           | Pablo Cuevas Horacio Zeballos    | 6–2, 6–4         |
| 30 de setembro | China Open Pequim, China ATP World Tour 500 US$ 3.566.050 – duro – 32S•16Q•16D                                                                     | Novak Djokovic                       | Rafael Nadal                     | 6–3, 6–4         |
| 30 de setembro | China Open Pequim, China ATP World Tour 500 US$ 3.566.050 – duro – 32S•16Q•16D                                                                     | Max Mirnyi Horia Tecău               | Fabio Fognini Andreas Seppi      | 6–4, 6–2         |
| 30 de setembro | Rakuten Japan Open Tennis Championships Tóquio, Japão ATP World Tour 500 US$ 1.437.800 – duro – 32S•16Q•16D                                        | Juan Martin del Potro                | Milos Raonic                     | 7–65, 7–5        |
| 30 de setembro | Rakuten Japan Open Tennis Championships Tóquio, Japão ATP World Tour 500 US$ 1.437.800 – duro – 32S•16Q•16D                                        | Rohan Bopanna Édouard Roger-Vasselin | Jamie Murray John Peers          | 7–65, 6–4        |

#### Outubro
| Semana de     | Torneio                                                                                                  | Campeão(s)                             | Vice-campeão(s)                 | Resultado           |
| ------------- | --- | -------------------------------------- | ------------------------------- | ------------------- |
| 7 de outubro  | Shanghai Rolex Masters Xangai, China ATP World Tour Masters 1000 US$ 6.211.445 – duro – 56S•28Q•24D      | Novak Djokovic                         | Juan Martin del Potro           | 6–1, 3–6, 7–63      |
| 7 de outubro  | Shanghai Rolex Masters Xangai, China ATP World Tour Masters 1000 US$ 6.211.445 – duro – 56S•28Q•24D      | Ivan Dodig · Marcelo Melo              | David Marrero Fernando Verdasco | 7–62, 66–7, [10–2]  |
| 14 de outubro | If Stockholm Open Estocolmo, Suécia ATP World Tour 250 € 600.565 – duro (coberto) – 28S•32Q•16D          | Grigor Dimitrov                        | David Ferrer                    | 2–6, 6–3, 6–4       |
| 14 de outubro | If Stockholm Open Estocolmo, Suécia ATP World Tour 250 € 600.565 – duro (coberto) – 28S•32Q•16D          | Aisam-ul-Haq Qureshi Jean-Julien Rojer | Jonas Björkman Robert Lindstedt | 6–2, 6–2            |
| 14 de outubro | Kremlin Cup Moscou, Rússia ATP World Tour 250 US$ 823.550 – duro (coberto) – 28S•32Q•16D                 | Richard Gasquet                        | Mikhail Kukushkin               | 4–6, 6–4, 6–4       |
| 14 de outubro | Kremlin Cup Moscou, Rússia ATP World Tour 250 US$ 823.550 – duro (coberto) – 28S•32Q•16D                 | Mikhail Elgin · Denis Istomin          | Ken Skupski Neal Skupski        | 6–2, 1–6, [14–12]   |
| 14 de outubro | Erste Bank Open Viena, Áustria ATP World Tour 250 € 571.755 – duro (coberto) – 28S•29Q•16D               | Tommy Haas                             | Robin Haase                     | 6–3, 4–6, 6–4       |
| 14 de outubro | Erste Bank Open Viena, Áustria ATP World Tour 250 € 571.755 – duro (coberto) – 28S•29Q•16D               | Florin Mergea · Lukáš Rosol            | Julian Knowle Daniel Nestor     | 7–5, 6–4            |
| 21 de outubro | Swiss Indoors Basileia, Suíça ATP World Tour 500 € 1.988.835 – duro (coberto) – 32S•16Q•16D              | Juan Martin del Potro                  | Roger Federer                   | 7–63, 2–6, 6–4      |
| 21 de outubro | Swiss Indoors Basileia, Suíça ATP World Tour 500 € 1.988.835 – duro (coberto) – 32S•16Q•16D              | Treat Huey Dominic Inglot              | Julian Knowle Oliver Marach     | 6–3, 3–6, [10–4]    |
| 21 de outubro | Valencia Open 500 Valência, Espanha ATP World Tour 500 € 2.171.095 – duro (coberto) – 32S•16Q•16D        | Mikhail Youzhny                        | David Ferrer                    | 6–3, 7–5            |
| 21 de outubro | Valencia Open 500 Valência, Espanha ATP World Tour 500 € 2.171.095 – duro (coberto) – 32S•16Q•16D        | Alexander Peya Bruno Soares            | Bob Bryan Mike Bryan            | 7–63, 16–7, [13–11] |
| 28 de outubro | BNP Paribas Masters Paris, França ATP World Tour Masters 1000 € 3.204.745 – duro (coberto) – 48S•24Q•24D | Novak Djokovic                         | David Ferrer                    | 7–5, 7–5            |
| 28 de outubro | BNP Paribas Masters Paris, França ATP World Tour Masters 1000 € 3.204.745 – duro (coberto) – 48S•24Q•24D | Bob Bryan Mike Bryan                   | Alexander Peya Bruno Soares     | 6–3, 6–3            |

#### Novembro
| Semana de      | Torneio | Campeão(s)                                                                 | Vice-campeão(s)                                                           | Resultado         |
| -------------- | --- | -------------------------------------------------------------------------- | ------------------------------------------------------------------------- | ----------------- |
| 4 de novembro  | Barclays ATP World Tour Finals Londres, Reino Unido Torneio de fim de temporada US$ 6.000.000 – duro (coberto) – 8S•8D | Novak Djokovic                                                             | Rafael Nadal                                                              | 6–3, 6–4          |
| 4 de novembro  | Barclays ATP World Tour Finals Londres, Reino Unido Torneio de fim de temporada US$ 6.000.000 – duro (coberto) – 8S•8D | David Marrero Fernando Verdasco                                            | Bob Bryan Mike Bryan                                                      | 7–5, 36–7, [10–7] |
| 11 de novembro | Copa Davis: final Belgrado, Sérvia – duro (coberto) Competição de longa duração entre países – 16E                     | República Checa · Tomáš Berdych · Jan Hájek · Lukáš Rosol · Radek Štěpánek | Sérvia · Ilija Bozoljac · Novak Djokovic · Dušan Lajović · Nenad Zimonjić | 3–2               |

## Rankings

### Simples
| Classificação para o ATP Finals de 2013. | Classificação para o ATP Finals de 2013. | Classificação para o ATP Finals de 2013. | Classificação para o ATP Finals de 2013. |
| #                                        | Tenistas                                 | Pontos                                   | Tours                                    |
| ---------------------------------------- | ---------------------------------------- | ---------------------------------------- | ---------------------------------------- |
| 1                                        | Rafael Nadal (ESP)                       | 12,030                                   | 20                                       |
| 2                                        | Novak Djokovic (SRB)                     | 10,610                                   | 18                                       |
| 3                                        | David Ferrer (ESP)                       | 5,800                                    | 25                                       |
| 4                                        | Andy Murray (GBR)                        | 5,790                                    | 19                                       |
| 5                                        | Juan Martín del Potro (ARG)              | 5,055                                    | 21                                       |
| 6                                        | Tomáš Berdych (CZE)                      | 3,980                                    | 24                                       |
| 7                                        | Roger Federer (SUI)                      | 3,805                                    | 19                                       |
| 8                                        | Stanislas Wawrinka (SUI)                 | 3,330                                    | 25                                       |
| 9                                        | Richard Gasquet (FRA)                    | 3,300                                    | 25                                       |
| 10                                       | Jo-Wilfried Tsonga (FRA)                 | 3,065                                    | 21                                       |
| 11                                       | Milos Raonic (CAN)                       | 2,950                                    | 24                                       |
| 12                                       | Tommy Haas (GER)                         | 2,435                                    | 26                                       |
| 13                                       | Nicolás Almagro (ESP)                    | 2,290                                    | 24                                       |
| 14                                       | John Isner (USA)                         | 2,150                                    | 26                                       |
| 15                                       | Mikhail Youzhny (RUS)                    | 2,145                                    | 26                                       |
| 16                                       | Fabio Fognini (ITA)                      | 1,930                                    | 29                                       |
| 17                                       | Kei Nishikori (JPN)                      | 1,915                                    | 21                                       |
| 18                                       | Tommy Robredo (ESP)                      | 1,810                                    | 24                                       |
| 19                                       | Gilles Simon (FRA)                       | 1,790                                    | 25                                       |
| 20                                       | Kevin Anderson (RSA)                     | 1,685                                    | 23                                       |

| Em 30 de dezembro de 2013 | Em 30 de dezembro de 2013   | Em 30 de dezembro de 2013 | Em 30 de dezembro de 2013 | Em 30 de dezembro de 2013 | Em 30 de dezembro de 2013 | Em 30 de dezembro de 2013 | Em 30 de dezembro de 2013 |
| #                         | Tenista                     | Pontos                    | #Trn                      | '12 Rk                    | Alto                      | Baixo                     | '12→'13                   |
| ------------------------- | --------------------------- | ------------------------- | ------------------------- | ------------------------- | ------------------------- | ------------------------- | ------------------------- |
| 1                         | Rafael Nadal (ESP)          | 13,030                    | 20                        | 4                         | 1                         | 5                         | 3                         |
| 2                         | Novak Djokovic (SRB)        | 12,260                    | 18                        | 1                         | 1                         | 2                         | 1                         |
| 3                         | David Ferrer (ESP)          | 5,800                     | 24                        | 5                         | 3                         | 5                         | 2                         |
| 4                         | Andy Murray (GBR)           | 5,790                     | 19                        | 3                         | 2                         | 4                         | 1                         |
| 5                         | Juan Martín del Potro (ARG) | 5,255                     | 21                        | 7                         | 5                         | 8                         | 2                         |
| 6                         | Roger Federer (SUI)         | 4,205                     | 19                        | 2                         | 2                         | 7                         | 4                         |
| 7                         | Tomáš Berdych (CZE)         | 4,180                     | 24                        | 6                         | 5                         | 7                         | 1                         |
| 8                         | Stanislas Wawrinka (SUI)    | 3,730                     | 25                        | 17                        | 8                         | 18                        | 9                         |
| 9                         | Richard Gasquet (FRA)       | 3,300                     | 25                        | 10                        | 9                         | 11                        | 1                         |
| 10                        | Jo-Wilfried Tsonga (FRA)    | 3,065                     | 21                        | 8                         | 7                         | 10                        | 2                         |
| 11                        | Milos Raonic (CAN)          | 2,860                     | 24                        | 13                        | 10                        | 18                        | 2                         |
| 12                        | Tommy Haas (GER)            | 2,435                     | 26                        | 21                        | 11                        | 22                        | 9                         |
| 13                        | Nicolás Almagro (ESP)       | 2,290                     | 23                        | 11                        | 11                        | 18                        | 2                         |
| 14                        | John Isner (USA)            | 2,150                     | 26                        | 14                        | 13                        | 23                        | Estável                   |
| 15                        | Mikhail Youzhny (RUS)       | 2,145                     | 26                        | 25                        | 15                        | 32                        | 10                        |
| 16                        | Fabio Fognini (ITA)         | 1,930                     | 29                        | 45                        | 16                        | 47                        | 29                        |
| 17                        | Kei Nishikori (JPN)         | 1,915                     | 21                        | 19                        | 11                        | 21                        | 2                         |
| 18                        | Tommy Robredo (ESP)         | 1,810                     | 24                        | 114                       | 18                        | 114                       | 96                        |
| 19                        | Gilles Simon (FRA)          | 1,790                     | 25                        | 16                        | 13                        | 19                        | 3                         |
| 20                        | Kevin Anderson (RSA)        | 1,685                     | 23                        | 37                        | 19                        | 37                        | 17                        |